# La Bruère-sur-Loir
La Bruère-sur-Loir là một xã thuộc tỉnh Sarthe trong vùng Pays-de-la-Loire tây bắc nước Pháp. Xã này có diện tích 11,6 km2, dân số năm 2006 là 257 người.